# Ten Mile Lake Park
Ten Mile Lake Park är en park i Kanada.   Den ligger i provinsen British Columbia, i den centrala delen av landet, 3 400 km väster om huvudstaden Ottawa. Ten Mile Lake Park ligger 715 meter över havet. Den ligger vid sjön Ten Mile Lake.
Terrängen runt Ten Mile Lake Park är kuperad söderut, men norrut är den platt. Närmaste större samhälle är Quesnel, 10,1 km söder om Ten Mile Lake Park.
I omgivningarna runt Ten Mile Lake Park växer i huvudsak barrskog. Trakten runt Ten Mile Lake Park är nära nog obefolkad, med mindre än två invånare per kvadratkilometer.